# دينيسي إدواردز (لاعب كرة قدم)
دينيسي إدواردز (بالإنجليزية: Dean Edwards)‏ (25 فبراير 1962 بولفرهامبتن في المملكة المتحدة - ) هو لاعب كرة قدم بريطاني في مركز الهجوم. لعب مع سلايما واندريرز وشروزبري تاون وكووبيون بالوسيورا ونادي توركي يونايتد ونادي فآسا ونادي نورثامبتون تاون ووولفرهامبتون واندررز ويوفل تاون وستافورد رينجرز وهونغ كونغ رينجرز ونادي تلفورد يونايتد وBarnstaple Town F.C. ‏ ونادي إكزتر سيتي.

## وصلات خارجية
- دينيسي إدواردز على موقع قاعدة بيانات كرة القدم.إي يو (الإنجليزية)